# Litoria corbeni
Litoria corbeni es una especie de anfibio anuro de la familia Pelodryadidae.

## Distribución geográfica
Esta especie es endémica de Queensland en Australia. Habita en la meseta de Atherton y en el Bellenden-Ker Range.

## Etimología
Esta especie lleva el nombre en honor a Chris J. Corben.

## Publicación original
- Wells & Wellington, 1985 : A classification of the Amphibia and Reptilia of Australia. Australian Journal of Herpetology, Supplemental Series, vol. 1, p. 1-61[5]